# Boris Karloff
Boris Karloff (født 23. november 1887, død 2. februar 1969) var en britisk filmskuespiller, der 
blev verdensberømt via en lang række hovedroller i primært amerikanske film.
Han var døbt William Henry Pratt og huskes især for sin ikoniske fremstilling af Frankensteins monster i filmene Frankenstein (1931), Frankensteins brud (1935) og Frankensteins søn (1939). Han var 44 år og havde allerede medvirket i 75 film, da rollen som monsteret pludselig gjorde ham verdensberømt.
Karloff indspillede efter gennembruddet en lang række andre film – mange inden for horrorgenren – af hvilke kan nævnes: Scarface (1932), The Mummy (1932), The Old Dark House (1932), The Mask of Fu Manchu (1932), The Ghoul (1933), Huset Rotschild (1934), Den sorte kat (1934), The Raven (1935), Devil's Island (1939) og Black Friday (1940).
Blandt hans sidste store filmroller var Peter Bogdanovichs Snigskytten (Targets, 1968), hvor han i rollen som en aldrende horrorstjerne, der konfronteres med en ung massemorder, nærmest spiller sig selv.
Skuespilleren Hank Azaria fortalte i Troldspejlet, at hans spil som mumien Kahmunrah i Nat på museet 2 er en parodi på Boris Karloff (der spillede titelrollen i The Mummy, 1932).

## Blogathon
23-29. november 2009 afholdtes den første internationale Boris Karloff Blogathon, hvor der deltog mindst to danske blogs: Skræk og Rædsel samt Magia Posthuma.